# Ohemaa Mercy

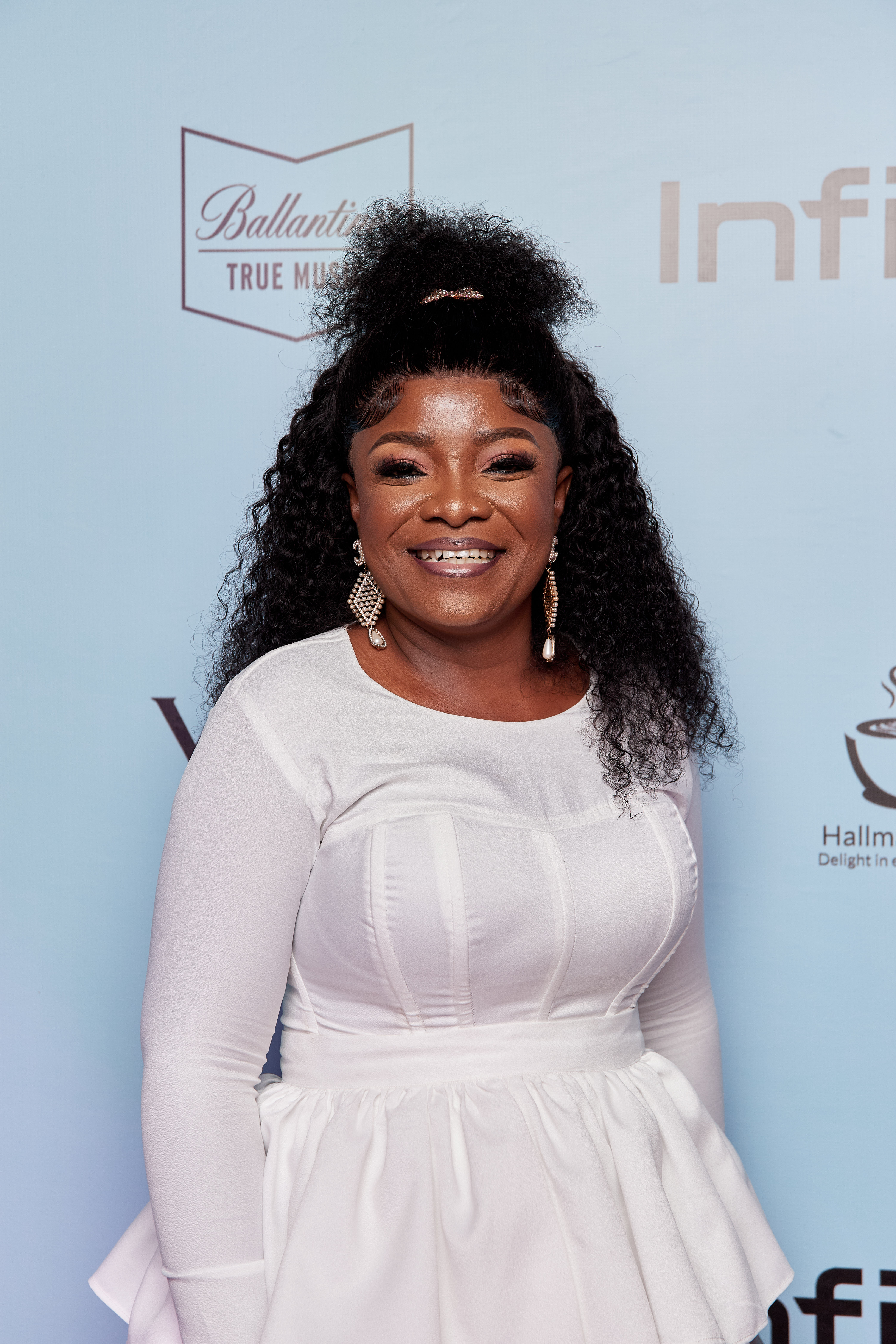

Ohemaa Mercy (sinh ngày 7 tháng 9 năm 1977), còn được biết đến với tên Mercy Twum-Ampofo, là một ca sĩ nhạc phúc âm đương đại người Ghana.

## Cuộc đời và học vấn
Ohemaa được sinh ra trong gia đình của ông bà Amoah, cả hai đến từ Abakrapa và Elmina. Cô sinh ra ở Weija ở Accra nhưng sống phần lớn cuộc đời ở Koforidua. Ohemaa kết hôn với Isaac Twum-Ampofo  và họ có ba người con trai Nyamekye, Nhyira và Aseda. Ohemaa Mercy bắt đầu học tiểu học tại trường tiểu học Anh ngữ St Peter ở Koforidua và tiếp tục học tại trường trung học Ghana. Cô tiếp tục được các giáo viên đào tạo chương trình cao đẳng tại Cao đẳng Giáo viên đào tạo S.D.A, Asokore Koforidua, nơi cô có được chứng chỉ giáo viên của mình với hạng 'A'.

## Sự nghiệp âm nhạc
Ohemaa Mercy phát hành album đầu tiên của cô vào cuối tháng 11 năm 2004. Entitled Adamfo Papa, album đã được phát sóng rộng rãi sau khi phát hành, mang Ohemaa vào ánh đèn sân khấu. Cô đã giành bảy đề cử cho Giải thưởng Âm nhạc Ghana năm 2006 nhưng không giành được bất kỳ giải thưởng nào. 
Năm 2007, cô đã phát hành album thứ hai của mình, Edin Jesus. Ohemaa Mercy bán được 875.000 bản trong vòng 6 tháng sau khi phát hành album thứ hai, trở thành album bán chạy nhất trong năm.
Album Edin Jesus đã giúp cho Ohemaa Mercy có được 10 đề cử cho Giải thưởng Âm nhạc Ghana năm 2008. Đây là số lượng đề cử cao nhất từ trước đến nay trong lịch sử của giải thưởng này. Trong cùng năm đó, cô đã giành được một huy chương lớn Trong giải thưởng danh dự quốc gia từ cựu Tổng thống Ghana, John Kufuor.
Trong năm 2010-11, Ohemaa đã phát hành album thứ ba, Wobeye Kese, một lần nữa là album bán chạy nhất. Bốn tháng sau khi phát hành album này một lần nữa giúp cô giành được bốn đề cử tại Lễ trao giải Âm nhạc Ghana năm 2014.

## Các đĩa đơn chính
- "Aseda"[5]
- "We Praise Your Name"[6]
- "Yesu Mogya"[7]
- "Wofiri Mu"[8]
- "Obeye Ama Wo"[9]
- "Biribi Besi"[10]